# 북소토어
북소토어 (北-語, 소토어: Sesotho sa Leboa, 영어: Northern Sotho language)는 남아프리카 공화국 북동부의 음푸말랑가 주, 하우텡 주, 림포포 주에서 주로 사용되는 언어이다. 페디어(Pedi)나 세페디어(Sepedi)라고도 하며, 세페디어라는 이름으로 남아프리카 공화국의 공용어 중 하나로 지정되어 있다.
북소토어는 반투어군의 언어에서 소토어, 츠와나어와 가까운 관계에 있으며 함께 소토츠와나어군으로 묶인다. 2011년 인구 조사 데이터에 따르면 남아공에서 약 470만 명이 모어로 사용하는데 이는 남아공에서 5번째로 많은 것이다.

## 방언
북소토어는 다양한 방언으로 구성되어 있으며, 페디족 뿐 아니라 로베두족 등 여러 민족들이 북소토 계통의 방언들을 사용하기 때문에 북소토어 전체를 페디어라고 부르는 것은 정치적 논쟁의 대상이다. 북소토어는 남소토어와 같은 이름을 공유하는데, 광의의 "소토어"는 소토츠와나어군 언어 전체를 가리키기도 한다.
북소토족은 비교적 최근에 서쪽으로부터 유입된 하이벨트 소토족과 오랜 역사를 가진 로우벨트 소토족으로 양분할 수 있는데 하이벨트 소토족에는 페디족, 틀로콰족 등이 속하고 로우벨트 소토족에는 로베두족, 풀라나족 등이 속한다.